# NGC 131
NGC 131 (ook wel PGC 1813, ESO 350-21, MCG -6-2-10 of IRAS00271-3332) is een balkspiraalstelsel in het sterrenbeeld Beeldhouwer.
NGC 131 werd op 25 september 1834 ontdekt door de Britse astronoom John Herschel.